# Gyapjaslábú fülőke
A gyapjaslábú fülőke vagy gyapjaslábú szegfűgomba (Gymnopus peronatus) az Omphalotaceae családba tartozó, Eurázsiában és Észak-Amerikában honos, lomberdőkben, fenyvesekben élő, nem ehető gombafaj. 

## Megjelenése
A gyapjaslábú fülőke kalapja 2-5 cm széles, alakja fiatalon domború, majd közel laposan kiterül, közepén lapos púp lehet. Széle aláhajló, felszíne sugarasan szálas. Színe sápadtbarna vagy mogyoróbarna, a közepe sötétebb árnyalatú.
Húsa vékony, világosbarnás. Szaga nem jellegzetes, íze erősen csípős.
Sűrű lemezei felkanyarodók. Színük világosbarna vagy sárgás.
Tönkje 5-7 cm magas és 0,2-0,4 cm vastag. Alakja karcsú, hengeres. Színe a kalapéval megegyezik vagy világosabb, hosszában barnásan szálas. Töve sárgás, fehéren szöszös micéliumszálakkal.
Spórapora fehér. Spórája megnyúlt ellipszis formájú, sima, mérete  8,5-10 x 3-4 µm.  

### Hasonló fajok
A mezei szegfűgomba lemezei ritkábbak, kalapja világosabb töve nem gyapjas és réten terem. A sárga rétgomba nem erdőben terem, nem csípős. A susulykáktól és a fakógombáktól gyapjas tönkje alapján megkülönböztethető.  

## Elterjedése és termőhelye
Eurázsiában és Észak-Amerikában honos. Magyarországon gyakori. 
Lomb- és fenyőerdőkben él, alföldtől a magashegységig. Sokszor seregesen (de nem csoportosan) fordul elő. Júniustól októberig terem. 

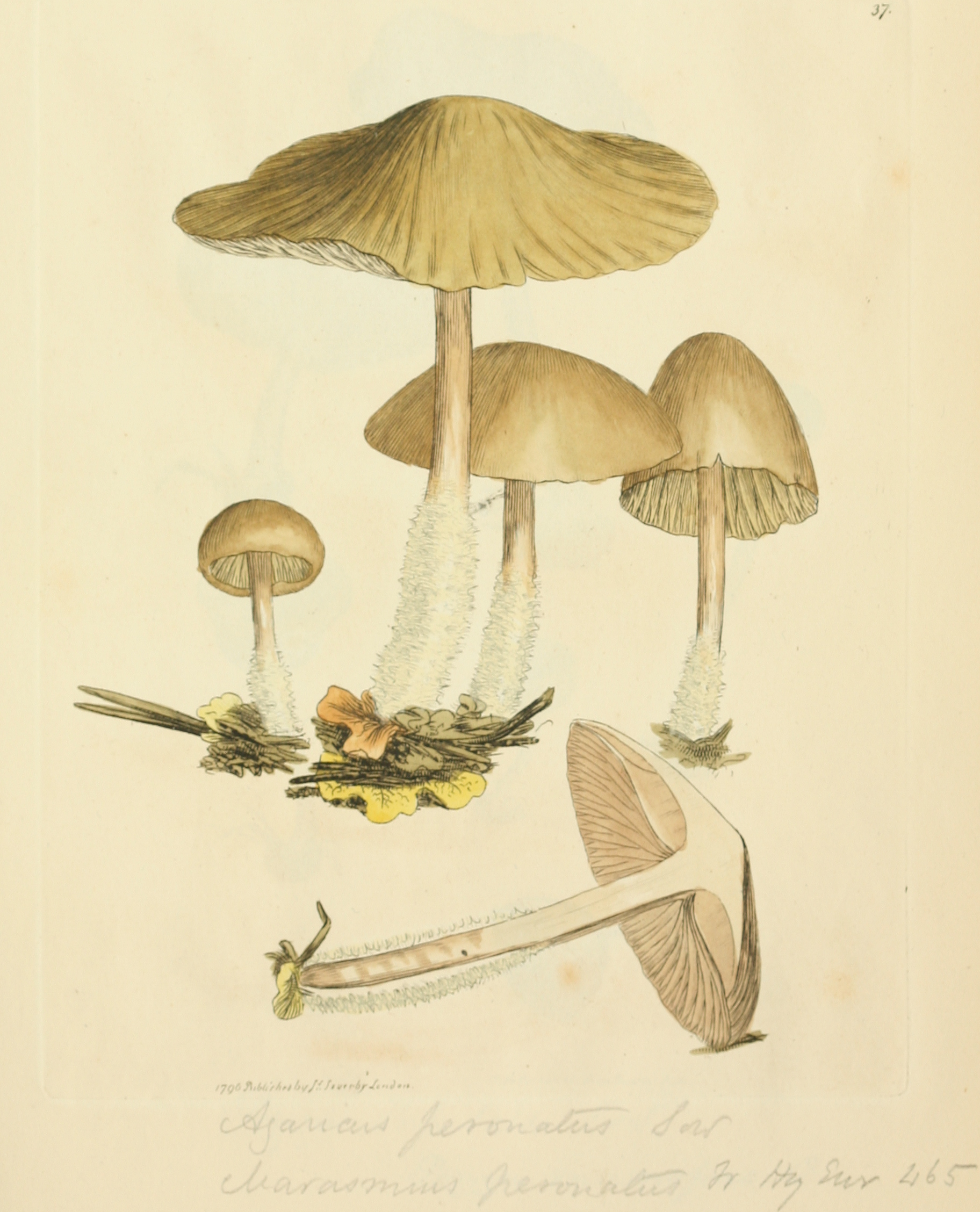
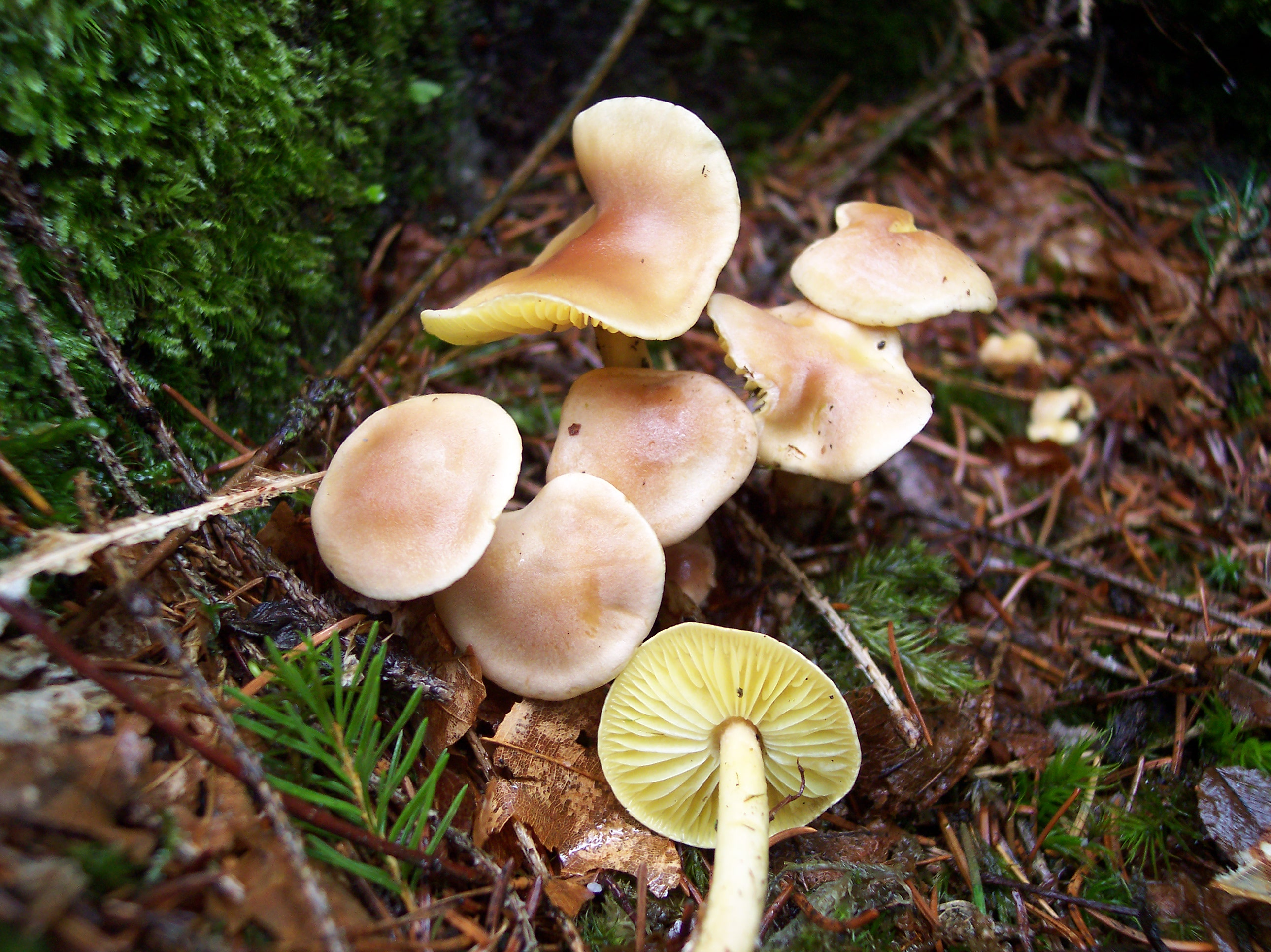
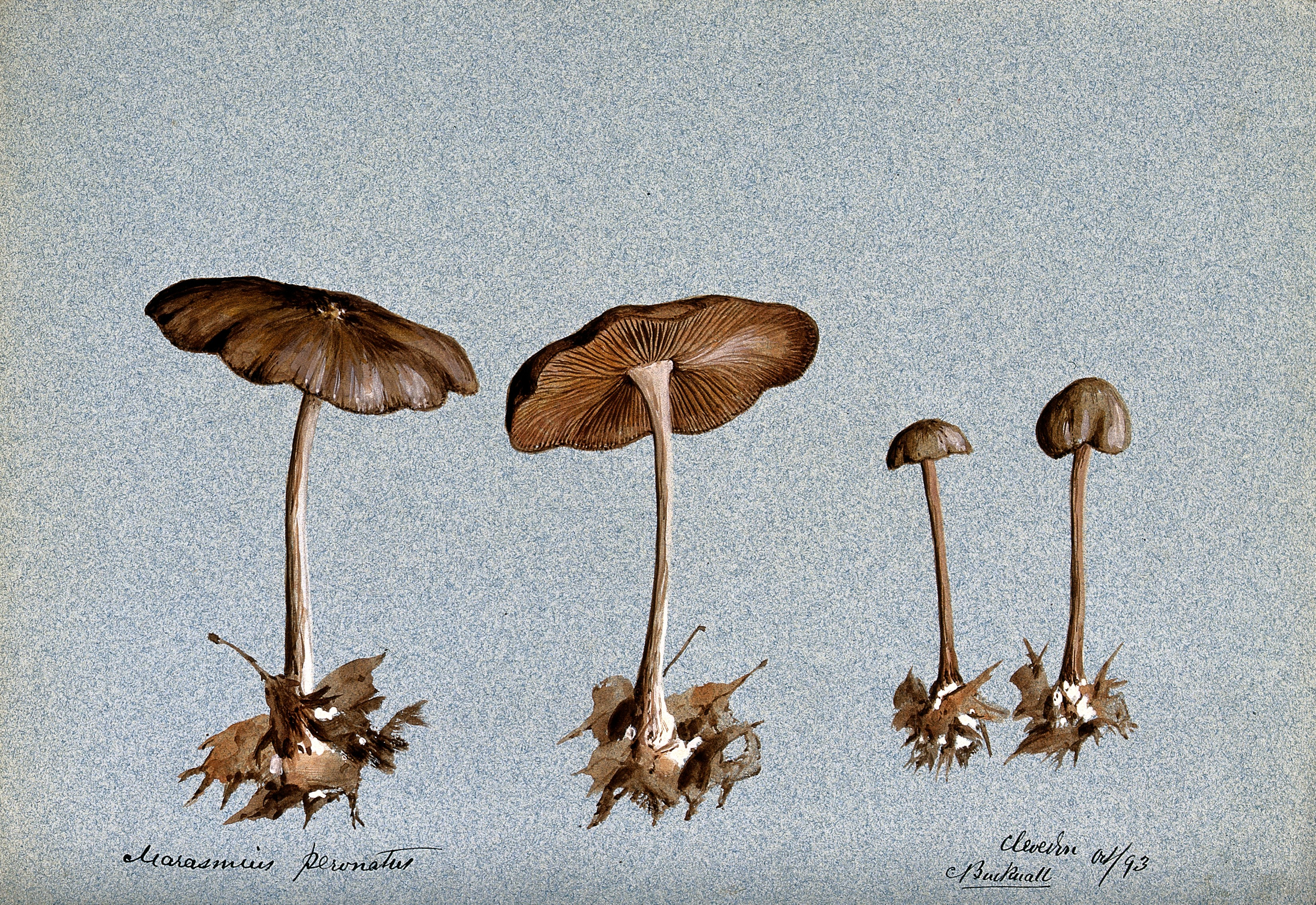
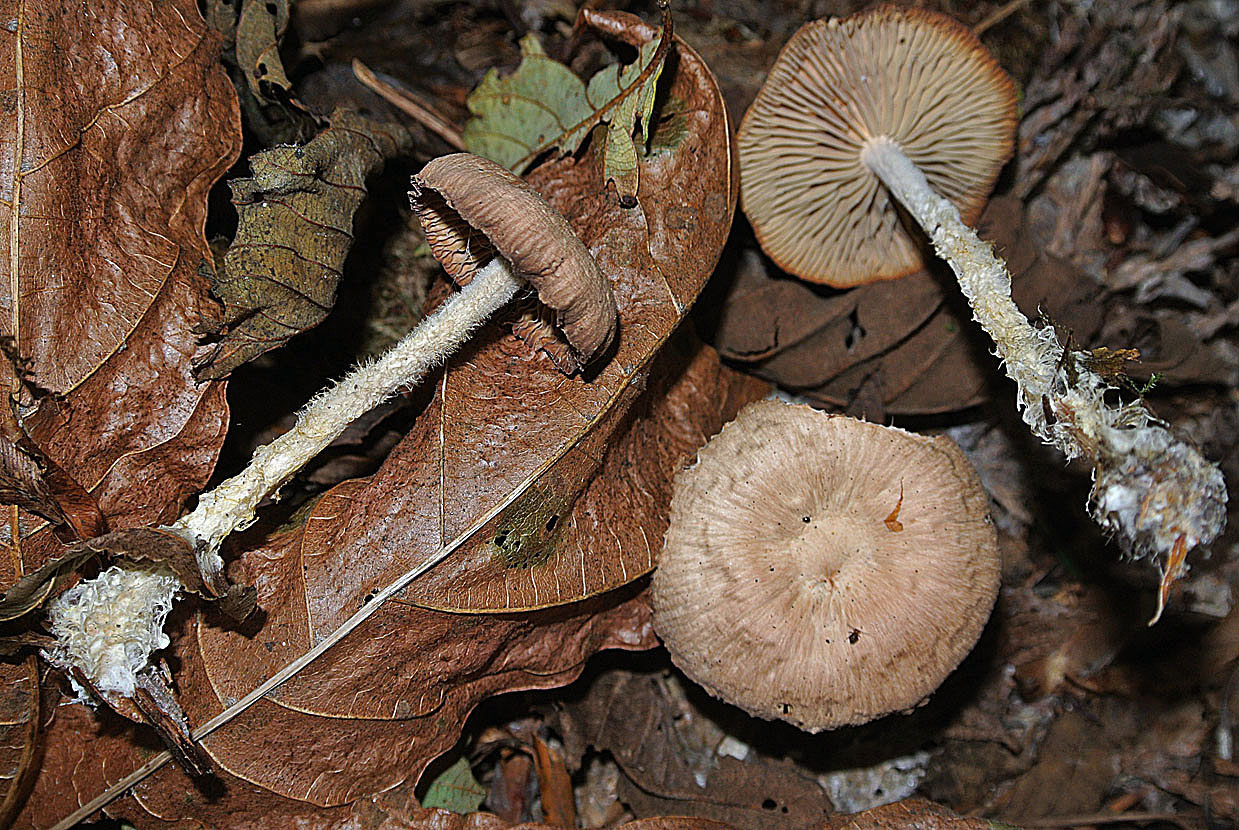
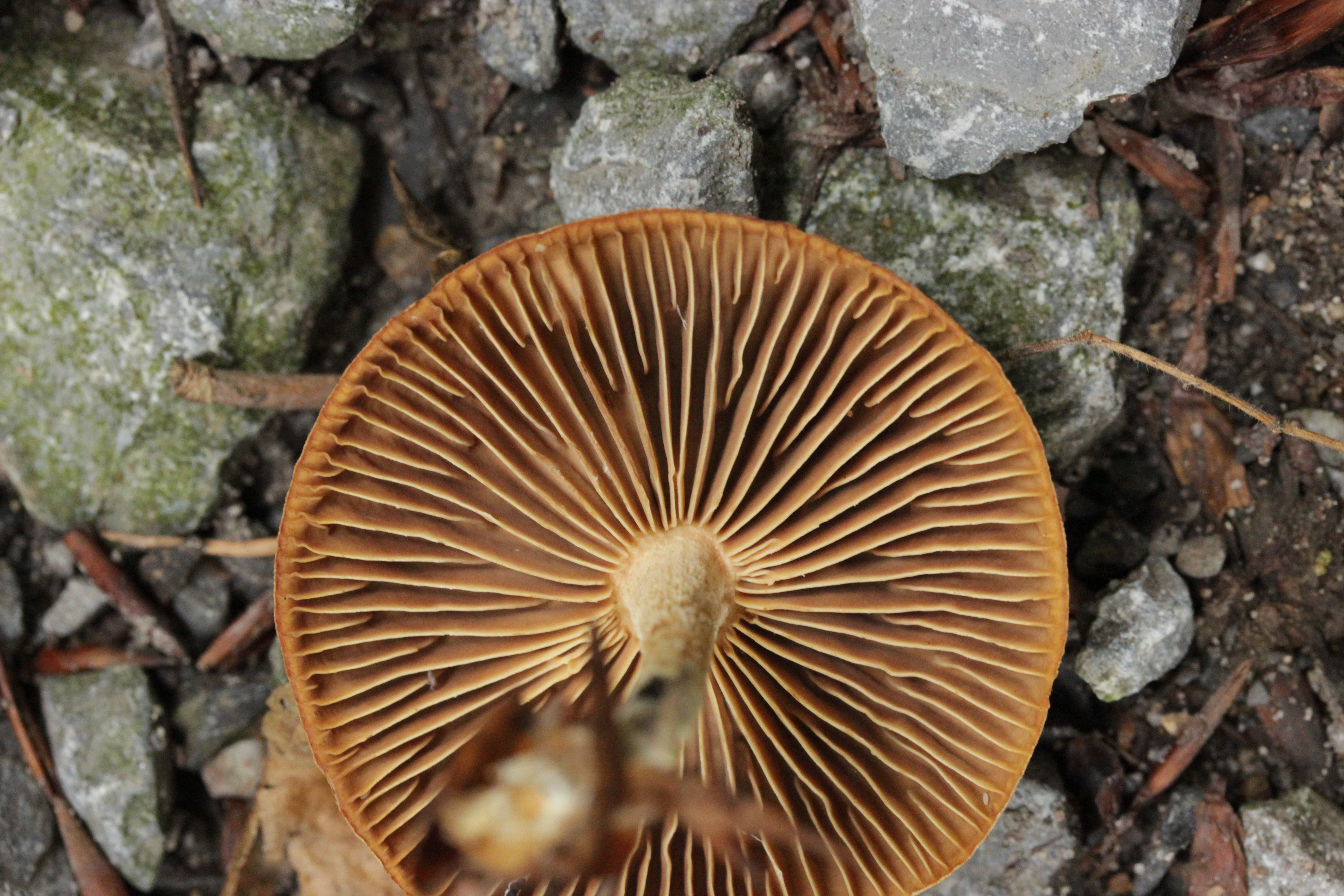

Nem ehető.  